# Гірнича промисловість Вірменії
Гірнича промисловість Вірменії.

## Загальна характеристика
Частка гірничодобувної промисловості у валовій продукції Вірменії — близюко 5% (1990-і рр.). У 2002 з 20 рудних родовищ із затвердженими запасами розробляється 6, це: мідно-молібденові Каджаранське (Kadzharan) та Агаракське, мідне Капанське (Kapan), поліметалічно-золотоносне Шаумянське (Shaumyan), а також золотовмісні — Сотське (Zod) та Меградзорське (Meghradzor). Вірменія виробляє рафіновану мідь, первинний алюміній (на привізному глиноземі), прокати і фольгу алюмінію, молібден, цинк, свинець, барит в концентратах, золото, срібло, телур, селен, реній (в шламах і концентратах), мідний купорос, сірчану кислоту і інш. Ведеться огранка алмазів. Вірменія імпортує мазут, кам'яне вугілля та інші енергоносії. 
На початку XXI ст. уряд Вірменії ввів в дію новий закон про розвідку і розробку родовищ корисних копалин, після прийняття його національним парламентом. Цей закон замінить гірничий кодекс, існуючий з 1992 р. Він розроблений з участю фахівців Європейського Союзу і базується на “західній” моделі подібних актів. У ньому викладаються процедури придбання ліцензій, права і зобов'язання їх одержувачів, які сприяють залученню іноземних капіталовкладень [Mining J. - 2002. - 338, № 8668. - Р. 37-38].
Крім того, на початку XXI ст. в республіці розроблені і виконуються два великих проекти — “Ремет” та “Молібден”, які передбачають створення науково-промислової бази для металургійної переробки мідних, молібденових, золовмісних, поліметалічних концентратів з одержанням металів високої чистоти.

## Окремі галузі
Молібден і мідь. У 2001 (2000) рр. Вірменія виробила 16 800 т (14 000 т) мідного концентрату. Виробництво молібденового концентрату у 2001(2000) рр. становило 7 500 т (6 900 т). Збут концентратів приніс до US$8,5 млн Майже весь обсяг концентратів був експортований. Всі рудники збільшили виробництво.
У колишньому СРСР до 25 % виробництва молібденового концентрату припадало на частку Вірменії. У 2001 р. експлуатувалися і готувалися до експлуатації 12 родовищ кольорових і благородних металів. Зокрема, видобувні роботи ведуться на Каджаранському і Агаракському мідно-молібденових родовищах, готове до експлуатації Мгартське золоторудне родовище, розробляється Соткське золоторудне родовище Питання видобутку золота в країні контролює СП “Араратська золотовидобувна компанія”. Підземним способом розробляють Капанське, Шамлугське та Алавердське мідні, Ахтальське поліметалічне та Тертетасарське золото-поліметалічне родовища.
Найбільшим виробником міді і молібдену в країні є Зангезурський мідно-молібденовий комбінат (Zangezur Copper and Molybdenum Combine (ZCMC)), який працює на сировині Каджаранського та інших родовищ. У 2000 р. видобуток і переробка руди комбінатом склала 7,1 млн т., в 2001 — 7,6 млн т. Родовища відпрацьовують відкритим способом. Руди містять 0,055 % молібдену і 0,3 % міді та збагачуються флотацією на власній фабриці. Фактична продуктивність комбінату у 2000 р. становила 60-70 % від проектної потужності. Основними причинами зниження обсягів виробництва є різке зниження цін на молібден, а останнім часом і на мідь; блокада транспортних комунікацій; відсутність коштів на оновлення основних і поповнення оборотних фондів. Експлуатаційні роботи в кар'єрі ведуться уступами висотою 15 м. Буріння свердловин — верстатами шарошечного буріння, висадження багаторядне. Кінцевими продуктами комбінату є 15 %-й мідний і 50 %-й молібденовий концентрати.
За 30 кілометрів південніше Зангезурського комбінату розташований Агаракський мідно-молібденовий комбінат, що експлуатує однойменне штокверкове родовище, яке за запасами і якістю руд значно поступається Каджаранському: залишок затверджених балансових (економічних) запасів становить трохи більше 40 млн т (2000 р.) при середньому вмісті молібдену приблизно 0,02 % і міді 0,43 %. Розробка — кар’єром з невеликим (приблизно 1 м³/т) коефіцієнтом розкриву, флотаційне збагачення руд з виробництвом мідного і молібденового концентратів. В 1-8 км північніше Агаракського комбінату знаходиться Лічкське мідне родовище — резервна мінерально-сировинна база комбінату. Воно представлене штокверком, затверджені балансові запаси сульфідних руд 26 млн т, середній вміст міді 0,6 %. Сприятливі гірничо-геологічні умови дозволяють здійснити відкриту розробку родовища із середнім коефіцієнтом розкриву — 0,4-0,5 м³/т. Лічквазьке і Тертерасарське поліметалічні родовища є також резервно-розвіданими і розташовані за 4 км один від одного і за 20-24 км від Агаракського мідно-молібденового комбінату. 
Капанське мідне родовище має тривалу історію розробки. Рудні тіла представлені різними морфологічними типами — штокверками і крутоспадними жилами потужністю від тонких (0,6-0,8 м) до потужних (4-5 м). Залишок балансових запасів руди — 5-6 млн т (2000) із середнім вмістом міді 2,6 %. Родовище в основному розробляється підземним способом (лише один зі штокверків був відпрацьований відкритим способом). Розкриття штольнями. Руди і вмісні породи характеризуються високою міцністю і великою стійкістю, гірські виробки проводяться без кріплення. Видобуток руди в штокверках здійснюється за поверхнево-камерною системою розробки, а жили відпрацьовуються в основному за системами з магазинуванням руди і рідше за підповерховими штреками (при потужності рудного тіла 4-5 м). Річна продуктивність Капанського гірничо-збагачувального комбінату по руді становила 1,0 млн т при розробці родовища комбінованим відкрито-підземним способом, а після погашення запасів в кінцевих контурах кар'єра не перевищувала 500-600 тис. т. На базі розробки міднорудних родовищ в Кафані, Каджарані, Агараці і Ахталі відновлена робота мідеплавильного комбінату в Алаверді, який був ліквідований в кінці 80-х років.
Золото. На базі Шаумянського золото-поліметалічного родовища запроектовані підземний рудник і секція збагачувальної фабрики (продуктивність — 300 тис. т/рік) у складі Капанського комбінату. Будівельно-монтажні роботи на 2000 р. практично завершені. Руди і вмісні породи характеризуються великою стійкістю, що дозволить використати системи розробки з магазинуванням руди і підповерховими штреками. Золоторудна промисловість Вірменії створена декілька десятиріч назад. Її сировинна база — Сотське (Гехаркунікська область) і Меградзорське (Котайкська область) золоторудні родовища. Залишок балансових запасів Сотського родовища оцінюється приблизно в 20 млн т (2000) при середньому вмісті золота 6 г/т, срібла 8-10 г/т. Характерні крутоспадні жильні зони потужністю від декількох до 40 м. Розробка родовища здійснюється комбінованим відкрито-підземним способом. Середній коефіцієнт розкриву кінцевих контурів кар'єру близько 10 м³/т. Верхні горизонти розкриті штольнями, нижні — вертикальним шахтним стовбуром. У 2000 р підземні гірничі роботи вели на верхніх горизонтах. Система розробки — низхідної пошарової виїмки з тверднучим закладенням. Меградзорське родовище представлене крутими жилами і жильними зонами потужністю 1-8 м. Затверджені балансові запаси золота становлять 20 т (2000) при середньому вмісті золота і срібла по 12 г/т. Розкриття родовища здійснене штольнями. Рудник зданий в експлуатацію у 1987 р., його проектна продуктивність 150 тис. т/рік, фактична продуктивність 30-60 тис. т. Збагачення руд Сотського і Меградзорського родовищ здійснюється на Араратській фабриці, розташованій в однойменній області на відстані 220 км від Сотського і 100 км від Меградзорського рудників. Руда на фабрику доставляється залізницею. Руди збагачувалися за комбінованою схемою — гравітацією, флотацією (хвостів гравітації) і ціануванням хвостів флотації. Кінцеві продукти: гравітаційні, флотаційні концентрати і сплав Δоре. Середній вміст золота у відвальних хвостах 1,1 г/т, а загальна маса хвостів 10,0 млн т. На базі цього техногенного родовища відвалів Араратської золотозбагачувальної фабрики спільною вірмено-канадською «Араратською золотодобувною компанією» побудований і експлуатується завод по переробці хвостів, з яких одержують сплав Доре. 
Діаманти. Виробництво діамантів у 2001 (2000) рр. у Вірменії у вартісному вираженні становило US$97 млн (US$92 млн). Вірменська алмазно-гранильна підгалузь веде боротьбу за своє існування в структурі світової алмазної промисловості. У 2001 Вірменія придбала 230 тис. кар. алмазів у Російської алмазної монополії Алроса (Alrosa). Вірменія планує придбати 2,05 млн кар необроблених алмазів у Росії в 2002-2007 рр. (400 тис. кар. — у 2006 і 450 тис. кар. — 2007).
Неметалічні корисні копалини. У Вірменії добувають різні неметалічні корисні копалини. Традиційно ведеться видобуток і обробка будівельних матеріалів: базальту, перліту, вапняку, пемзи, мармуру і інш. Туфи, травертини добувають за допомогою каменерізних машин, а міцніші породи — за допомогою вибухових речовин. На базі Аванського родовища солі створений однойменний солекомбінат (на північно-східній околиці м. Єревана). Він включає підземний рудник, підземну камеру вилуговування і вакуум-випаровувальний цех виробництва кухонної солі «екстра». Пласти кам'яної солі в межах Аванського родовища мають круте падіння і чергуються з нестійкими соленосними глинами. Тому з метою запобігання обваленню з боку висячого і лежачого боків пласта залишають цілики кам'яної солі товщиною до 3 м. Відкриті камери створюють з використанням системи розробки з магазинуванням і шпуровою відбійкою солі. Еларське родовище солі відпрацьовують підземними камерами вилуговування з метою створення підземних газосховищ. На 2000 р. сумарна місткість газосховища становить 260 млн м³ (планується 1,0 млрд м³).

## Наукові установи. Підготовка кадрів
У галузі геології і гірничої справи ведуть дослідження: Геологічний інститут (з 1935, Єреван), Інститут геофізики та інж. сейсмології (1961), Інститут каменю і силікатів, НДІ кольорової металургії (1953, Єреван), Єреванський політехнічний інститут (1933). Підготовку інженерних кадрів для гірничої промисловості здійснює Єреванський політехнічний інститут, геологічний факультет Єреванського університету. У Кафані знаходиться Гірничий технікум.